# Souzy-la-Briche
Souzy-la-Briche is een gemeente in het Franse departement Essonne (regio Île-de-France) en telt 432 inwoners (1999). De plaats maakt deel uit van het arrondissement Étampes.

## Geografie
De oppervlakte van Souzy-la-Briche bedraagt 7,4 km², de bevolkingsdichtheid is 58,4 inwoners per km².
De onderstaande kaart toont de ligging van Souzy-la-Briche met de belangrijkste infrastructuur en aangrenzende gemeenten.

## Demografie
Onderstaande figuur toont het verloop van het inwonertal (bron: INSEE-tellingen).